# Glycogène-synthase
La glycogène-synthase est une glycosyltransférase essentielle de la glycogénogenèse, c'est-à-dire du stockage du glucose par polymérisation en glycogène :
UDP-glucose   +   [(1→4)-α-D-glucosyl]n    {\displaystyle \rightleftharpoons }    UDP   +   [(1→4)-α-D-glucosyl]n+1.
Cette réaction est régulée efficacement par des effecteurs allostériques tels que le glucose-6-phosphate, et est indirectement déclenchée par l'insuline, sécrétée par le pancréas. Elle est inhibée par phosphorylation.
La glycogène-synthase kinase 3 (GSK3), la caséine-kinase 2 (CK2)[réf. nécessaire], la protéine-kinase AMP-dépendante (AMPK) et la protéine-kinase A (PKA, qui est distincte de la précédente car elle est AMPc-dépendante) conduisent à des formes inactives de glycogène-synthase par phosphorylation chacune sur des sites spécifiques de l'enzyme :
| Nom     | Site phosphorylé | Kinase | Référence(s)      |
| ------- | ---------------- | ------ | ----------------- |
| Site 1a |                  | PKA    | ,                 |
| Site 1b |                  | PKA    | ,                 |
| Site 2  | Sérine 7         | AMPK   | ,                 |
| Site 2a | Sérine 10        | CK-2   | [réf. nécessaire] |
| Site 3a | Sérine 641       | GSK3   | [ 5 ]             |
| Site 3b | Sérine 645       | GSK-3  | [ 5 ]             |
| Site 3c | Sérine 649       | GSK-3  | [ 5 ]             |
| Site 3d | Sérine 653       | GSK-3  | [ 5 ]             |
| Site 4  | Sérine 727       |        |                   |